# Christmas in the Heart
Albums de Bob Dylan
Together Through Life
(2009) The Bootleg Series Vol. 9
(2010)
Christmas in the Heart est le trente-quatrième album studio de Bob Dylan, sorti le 13 octobre 2009. Il se compose de chants traditionnels de Noël.
Les bénéfices générés par l'album ont été intégralement reversés au Programme alimentaire mondial de l'Organisation des Nations unies et à des associations caritatives comme Feeding America et Crisis.

## Titres
| 1.    | Here Comes Santa Claus                                  | Autry, Haldeman         | 2:35 |
| 2.    | Do You Hear What I Hear?                                | Regney, Baker           | 3:02 |
| 3.    | Winter Wonderland                                       | Bernard, Smith          | 1:52 |
| 4.    | Hark the Herald Angels Sing (traditionnel)              |                         | 2:30 |
| 5.    | I'll Be Home for Christmas                              | Ram, Gannon, Kent       | 2:54 |
| 6.    | Little Drummer Boy                                      | Davis, Onorati, Simeone | 2:52 |
| 7.    | The Christmas Blues                                     | Cahn, Holt              | 2:54 |
| 8.    | O' Come All Ye Faithful (Adeste Fideles) (traditionnel) |                         | 2:48 |
| 9.    | Have Yourself a Merry Little Christmas                  | Martin, Blaine          | 4:06 |
| 10.   | Must Be Santa                                           | Fredericks, Moore       | 2:48 |
| 11.   | Silver Bells                                            | Livingston, Evans       | 2:35 |
| 12.   | The First Noel (traditionnel)                           |                         | 2:30 |
| 13.   | Christmas Island                                        | Moraine                 | 2:27 |
| 14.   | The Christmas Song                                      | Tormé, Wells            | 3:56 |
| 15.   | O Little Town of Bethlehem (traditionnel)               |                         | 2:17 |
| 42:21 |                                                         |                         |      |

## Musiciens
- Bob Dylan : chant, guitare, harmonica, claviers
- Tony Garnier : basse
- Phil Upchurch : guitare, mandoline
- Patrick Warren : piano, orgue, célesta
- David Hidalgo : accordéon, guitare, mandoline, violon
- Donnie Herron : steel guitar, mandoline, trompette, violon
- George Recile : batterie, percussions
- Amanda Barrett, Bill Cantos, Randy Crenshaw, Abby DeWald, Nicole Eva Emery, Walt Harrah, Robert Joyce : chœurs